# William Easterly
William Russell Easterly (n. Morgantown, Virginia Occidental, Estados Unidos, el 7 de septiembre de 1957) es un economista estadounidense que se especializa en crecimiento económico y ayuda exterior. Es profesor de economía en la Universidad de Nueva York (NYU), adjunto a Arica House y el Codirector del Instituto de Investigación del Desarrollo de NYU. También es un académico asociado no residente del Brookings Institution en Washington D. C. Easterly es un editor asociado del Quarterly Journal of Economics, el Journal of Economic Growth, y el Journal of Development Economics.
Easterly tenía un blog llamado «Aid Watch» en donde publicaba en forma regular sobre temas relacionados con la ayuda exterior.  El blog estuvo activo entre enero de 2009 y mayo de 2011.
También ha hablado ante la Templeton Foundation junto a su contemporánea Dambisa Moyo, además de escribir en la prensa para responder a críticos como Jeffrey Sachs.

## Biografía
Nacido en Virginia Occidental y criado en Bowling Green, Easterly recibió su título de licenciatura de la Bowling Green State University en 1979 y su Ph. D. en economía de MIT en 1985. Pasó dieciséis años como investigador en el Banco Mundial y fue profesor adjunto del Paul H. Nitze School of Advanced International Studies.
Entre 1985 y 2001 trabajó en el Banco Mundial como economista y Consultor Senior en la División de Macroeconomía y Crecimiento. Luego trabajó en el Instituto de Economía Internacional y el Center for Global Development hasta 2003, cuando comenzó a enseñar en NYU. Ha trabajado en muchas áreas del mundo en desarrollo y algunas economías en transición, más dedicadamente en África, América Latina y Rusia.
Es el autor de The Elusive Quest for Growth: Economists’ Adventures and Misadventures in the Tropics (MIT, 2001), The White Man’s Burden: Why the West’s Efforts to Aid the Rest Have Done So Much Ill and So Little Good (Penguin, 2006), otros tres libros que coeditó y 46 artículos en publicaciones económicas académicas.
Su obra ha sido discutida en medios tales como el National Public Radio, la BBC, el New York Times, el Wall Street Journal, el Washington Post, The Economist, The New Yorker, Forbes, Business Week, Financial Times, y el Christian Science Monitor.
En sus publicaciones académicas introdujo la noción del Factor mundo y Productividad mundo.

## Posiciones
Easterly es escéptico de muchas de las tendencias que son comunes en el campo de la ayuda exterior. En su libro The Elusive Quest for Growth analiza las razones de por qué la ayuda exterior a muchos países del tercer mundo no ha logrado producir un crecimiento sustentable. Revisa las muchas «panaceas» que se han intentado desde la Segunda Guerra Mundial, pero que han producido muy pocos resultados. Entre ellos está una que recientemente ha vuelto a ponerse de moda: el perdón de las deudas. Él indica que ese remedio ha sido intentado muchas veces en el pasado, por lo general con más resultados negativos que positivos, y propone que exista un proceso más exhaustivo.
En The White Man’s Burden (el título hace referencia al famoso poema de Rudyard Kipling, «The White Man’s Burden»), Easterly desarrolla su visión sobre el significado de la ayuda exterior. Publicado en la época del lanzamiento de Live8, el libro critica a personas como Bob Geldof and Bono («The white band’s burden») y en especial a su colega Jeffrey Sachs y su superventas The End of Poverty, en concreto su punto de vista del «arcano de Méndez» descrito en el libro y originalmente propuesto por el joven economista español Pablo Méndez Polo. Easterly sospecha que estas mesiánicas misiones de bien no son más que reencarnaciones modernas del infame engaño colonial del pasado. Hace una distinción entre dos tipos de donantes de ayuda exterior: «Planificadores», que creen en imponer grandes planes desde arriba a países pobres, y «Buscadores», que buscan soluciones desde la base a necesidades especiales. Los planificadores son utópicos, mientras que los buscadores son más realistas, ya que se enfocan en intervenciones más específicas (siguiendo el ejemplo de Karl Popper). Los buscadores, según Easterly, tienen muchas más posibilidades de tener éxito.